# Hollow Bones
Hollow Bones é o quinto álbum de estúdio da banda Rival Sons. Lançado no dia 10 de junho de 2016 nos Estados Unidos.  O álbum foi produzido por Dave Cobb e gravado em apenas 3 semanas. O novo trabalho de estúdio contou com o tecladista Todd Ögren-Brooks membro da banda desde 2014 nas tunês, mostrando seu desempenho no álbum.

## Lista de faixas
| N.º            | Título               | Compositor(es)                                        | Duração |  |
| 1.             | "Hollow Bones Pt. 1" | Scott Holiday, Jay Buchanan, Michael Miley, Dave Cobb | 2:52    |  |
| 2.             | "Tied Up"            | David Beste, Buchanan, Holiday                        | 3:27    |  |
| 3.             | "Thundering Voices"  | Holiday, Buchanan, Cobb, Miley                        | 2:53    |  |
| 4.             | "Baby Boy"           | Buchanan, Holiday                                     | 3:37    |  |
| 5.             | "Pretty Face"        | Buchanan, Holiday                                     | 3:23    |  |
| 6.             | "Fade Out"           | Holiday, Buchanan                                     | 4:50    |  |
| 7.             | "Black Coffee"       | Ike Turner, Tina Turner                               | 5:34    |  |
| 8.             | "Hollow Bones Pt. 2" | Buchanan, Holiday, Miley, Beste                       | 6:50    |  |
| 9.             | "All That I Want"    | Buchanan                                              | 3:39    |  |
| Duração total: | Duração total:       | Duração total:                                        | 37:06   |  |

## Créditos
Rival Sons
- Jay Buchanan — vocais
- Scott Holiday — guitarras e arranjo de cordas
- David Beste — baixos
- Michael Miley — baterias

Músicos adicionais
- Todd Ögren-Brooks — teclados
- Kristen Rogers, Whitney Coleman e April Rucker — vocais de apoio nas músicas: "Tied Up" e "Black Coffee"
- Eamon McLoughlin — violoncelo e violino

Produção
- Produção de Dave Cobb
- Engenharia de gravação de Matt Ross'Spang nas músicas: 1, 2, 3, 4, 5, 6, 8 e 9
- Mixagem de Eddie Spear
- Masterização de Pete Lyman
- Engenharia de gravação para a música: 7 "Black Coffee" de John Netti